# Дудино (Псковский район)
Дудино — деревня в Псковском районе Псковской области. Входит в состав Серёдкинской волости. 
Расположена на северном прибрежье Дудинского озера, в 60 км к северу от Пскова и в 17 км к северо-востоку от села Серёдка.
Численность населения деревни по состоянию на 2000 год составляла 1 человек.

## Топографические карты
- Лист карты O-35-XVII Новоселье. Масштаб: 1 : 200 000. Издание 1980 г.